# Rome Flynn
Rome Flynn (* 25. November 1991 in Chicago) ist ein amerikanischer Schauspieler, Model und Musiker. Er wurde bekannt durch eine Rolle in Reich und schön, für die er mit einem Daytime Emmy Award ausgezeichnet wurde.

## Frühes Leben
Flynn ist afrokubanischer Abstammung und wuchs in Chicago auf, wo seine Familie teilweise in Sozialwohnungen, Unterkünften der Heilsarmee und obdachlos lebte und er Bekannte an Ganggewalt verlor. Nach einem Umzug nach Springfield, Illinois besuchte er dort die Lanphier High School, an der er Basketball spielte. Indem er Sporthallen nah gelegener Colleges besuchte, erhielt er das Angebot eines Basketball-Stipendiums am Benedictine College in Lisle. Dort wollte er Psychologie oder Krankenpflege studieren, aber als er bei einem spontan ausprobierten Casting für Models und Schauspieler weiterkam, lehnte er das Studium ab und nahm stattdessen kleine Gelegenheiten in Studentenfilmen und Werbungen an, mit dem Ziel nach Los Angeles zu ziehen. Zunächst lebte er einige Zeit bei seinem Vater in Peoria, wo er einmal nach einem Autounfall mit Fahrerflucht fünf Tage im Gefängnis verbrachte, bevor er schließlich nach Los Angeles kam.
Im Dezember 2014 wurde Flynns Tochter geboren.

## Karriere
Nach seiner ersten Rolle in dem Fernsehfilm Drumline: A New Beat verkörperte er von 2015 bis 2017 in der Seifenoper Reich und schön die Rolle Zende Forrester, die bereits 2001/02 in der Serie erschienen war und für die er 2018 einen Daytime Emmy Award gewann. Anschließend erfolgte zweimal eine Zusammenarbeit mit dem Regisseur Tyler Perry in der Fernsehserie The Haves and the Have Nots und dem Film A Madea Family Funeral. Von 2018 bis 2020 übernahm er eine Hauptrolle in den letzten beiden Staffeln von How to Get Away with Murder. 2021 wurde er für die neuen Staffeln der Netflix-Serien Dear White People und Raising Dion besetzt.

## Filmografie

### Filme
- 2014: Drumline: A New Beat (Fernsehfilm)
- 2018: The Thinning: New World Order
- 2019: A Madea Family Funeral
- 2019: 1/2 New Year
- 2019: A Christmas Duet
- 2022: Fantasy Football

### Fernsehen
- 2015–2017: Reich und schön (Daily Soap, 190 Episoden)
- 2017: MacGyver (1 Episode)
- 2017: Navy CIS: New Orleans (1 Episode)
- 2017–2019: The Haves and the Have Nots (31 Episoden)
- 2018–2020: How to Get Away with Murder (31 Episoden)
- 2020–2022: Familienanhang (2 Episoden)
- 2021: Dear White People (5 Episoden)
- 2021–2023: With Love (11 Episoden)
- 2022: Raising Dion (8 Episoden)
- 2022: The Rookie (3 Episoden)
- 2022: Grey’s Anatomy (3 Episoden)
- 2024: Chicago Fire (6 Episoden)

## Diskografie

### Singles

#### Als Leadkünstler
- 2019: Brand New
- 2020: Keep Me In Mind
- 2020: Drunk With You
- 2022: Slide

#### Als Gastkünstler
- 2021: Angles (Elijah Blake ft. Rome Flynn)
- 2022: Can You Stand The Rain (Will Gittens feat. Rome Flynn)
- 2022: I Wanna Know (Will Gittens feat. Rome Flynn)

## Auszeichnungen
- 2018: Daytime Emmy Awards – in der Kategorie: „Herausragender Nachwuchsschauspieler in einer Dramaserie“ (für Reich und schön)[3]